# モーガン郡 (ウェストバージニア州)
モーガン郡（英: Morgan County）は、アメリカ合衆国ウェストバージニア州の北東部、東パンハンドル部に位置する郡である。2010年国勢調査での人口は17,541人であり、2000年の14,943人から17.4%増加した。郡庁所在地はバークレースプリングス町（人口624人）であり、同郡で人口最大の町でもある。
モーガン郡はメリーランド州に跨るヘイガーズタウン・マーティンズバーグ大都市圏を構成する3郡の1つである。1820年にハンプシャー郡とバークレー郡の一部を合わせて設立され、郡名はアメリカ独立戦争で傑出した働きをした軍人ダニエル・モーガン将軍に因んで名付けられた。郡内にはガラス製造に用いられる特殊な砂を産出する鉱山がある。

## 歴史
モーガン郡は1820年3月に、バージニア州議会の法により、ハンプシャー郡とバークレー郡の一部を合わせて設立された。郡名は、ダニエル・モーガン将軍（1736年-1802年）に因んで名付けられた。モーガンはニュージャージー州ハンタードン郡で生まれ、若い時にバージニア州ウィンチェスターに移転していた。1755年、エドワード・ブラドックが率いたインディアンに対する作戦では、御者として参加していた。この作戦中にイギリス軍の中尉がモーガンのことに腹を立て、刀の平たい部分で殴った。モーガンはその中尉を拳で殴り気絶させた。モーガンはイギリス軍士官を殴ったことで軍法会議に掛けられ、笞うち500回を宣告された。モーガンは後に、笞の数を数えていた鼓手が回数を間違え、499回しか受けなかったと冗談を言っていた。その生涯の残りで、イギリス軍に1回分借りがあると言っていた。

### 初期ヨーロッパ人開拓者
現在モーガン郡となっている地域最初のイングランド人開拓者は1730年代に到着していた。これら初期開拓者の多くは不法占拠者であり、その名前は記録されていない。歴史家は、郡初の丸太小屋は1745年頃に建てられたとしている。郡内にある温泉の噂が東方に広まり、第6代キャメロンのフェアファックス卿トマス・フェアファックス（1693年-1781年）が、この地域の測量を行うことにした。1748年、当時16歳のジョージ・ワシントンが、フェアファックス卿の東パンハンドル部測量隊に加わった。ワシントンはその後数年間に何度も異腹兄弟のローレンスと共に「バース」（現在のバークレースプリングス）に戻って、病気だったローレンスがその温泉で癒されることを期待していた。この温泉は医療効果があるという噂があり、多くのインディアンやヨーロッパ人をこの地域に惹きつけていた。

### 18世紀
ワシントンは1767年にこの地域で休暇を過ごし、町が繁華になっている様子を記していた。フェアファックス卿はここに夏の家を建設して「個人用の浴室」を作った。バージニアの社交界では人気のある観光地になった。町が成長するとバージニア州議会は正式に町を認定することにした。1776年10月、この町はイングランドの温泉町バースに因んで、公式にバースと名付けられた。この町の南北方向幹線道はワシントンと名付けられ、東西方向の幹線道はフェアファックスと名付けられている。また「病弱な人々」のために7エーカー (28,000 m²) の土地が取り置かれている。ウェストバージニア州が州に昇格したとき、この地域は州初の州立公園になった。
アメリカ独立戦争の間やその後、バースの人口が増加した。これは負傷した兵士などが温泉は医療効果があると信じたためだった。飲食、飲酒、ダンス、賭け事や毎日の競馬が日常時となり、いくらか野卑な町という評判になった。
バースは後にバークレースプリングスと呼ばれるようになった。これは主に町の郵便局が、バージニア州南東部にあるやはりバースという別の郵便局との混同を避けるためにその名前を使っていたからだった。バークレースプリングスという名前はノーボーン・バークレー州知事の姓と温泉を組み合わせたものだった。郵便がバークレースプリングス宛に送られたので、この名前の方が存在感を増していった。

## 地理
アメリカ合衆国国勢調査局に拠れば、郡域全面積は230平方マイル (595 km2)であり、このうち陸地229平方マイル (593 km2)、水域は1平方マイル (2 km2)で水域率は0.30%である。

### 主要高規格道路
- アメリカ国道522号線
- ウェストバージニア州道9号線

### 隣接する郡
- ワシントン郡 (メリーランド州) - 北
- バークレー郡 - 東
- フレデリック郡 (バージニア州) - 南東

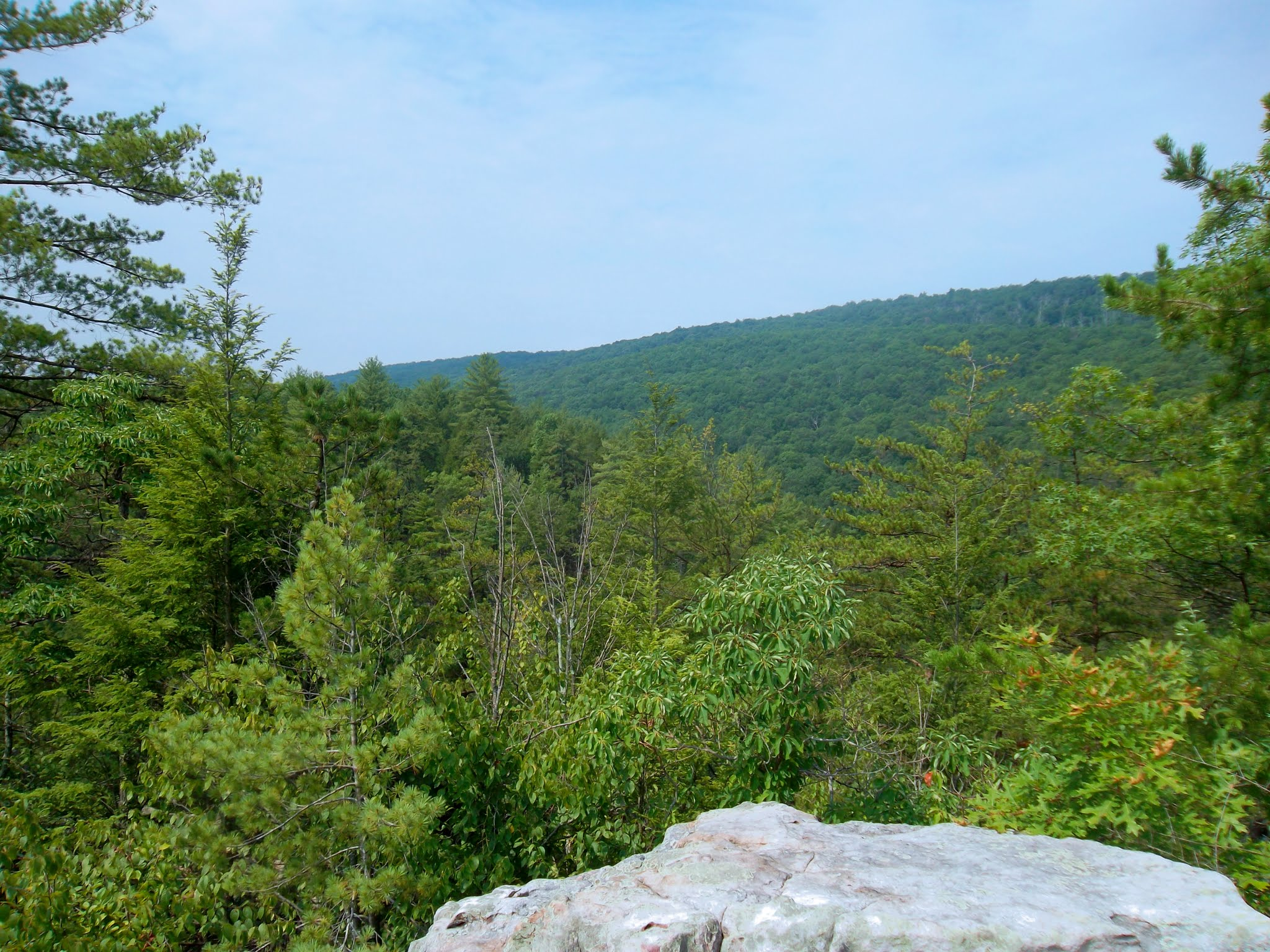
スリーピー・クリーク山デビルズノーズ

- ハンプシャー郡 - 南西
- アリゲイニー郡 - 北西

### 河川
- ポトマック川
- カカポン川
- チェリーラン
- サージョンズラン
- スリーピー・クリーク
- メドウブランチ
- ウォームスプリングラン

### 管理地区
郡は6つの管理地区に分割されている。
- アレン地区
- バース地区
- カカポン地区
- ロックギャップ地区
- スリーピー・クリーク地区
- ティンバーリッジ地区

## 人口動態
以下は2000年国勢調査による人口統計データである。
| 基礎データ - 人口: 14,943人 - 世帯数: 6,145 世帯 - 家族数: 4,344 家族 - 人口密度: 25人/km2（65人/mi2） - 住居数: 8,076軒 - 住居密度: 14軒/km2（35軒/mi2） 人種別人口構成 - 白人: 98.30% - アフリカン・アメリカン: 0.60% - ネイティブ・アメリカン: 0.17% - アジア人: 0.12% - 太平洋諸島系: 0.01% - その他の人種: 0.23% - 混血: 0.57% - ヒスパニック・ラテン系: 0.83% 年齢別人口構成 - 18歳未満: 22.4% - 18-24歳: 6.8% - 25-44歳: 27.3% - 45-64歳: 26.9% - 65歳以上: 16.6% - 年齢の中央値: 41歳 - 性比（女性100人あたり男性の人口） - 総人口: 96.6 - 18歳以上: 95.0 | 世帯と家族（対世帯数） - 18歳未満の子供がいる: 28.7% - 結婚・同居している夫婦: 57.9% - 未婚・離婚・死別女性が世帯主: 8.2% - 非家族世帯: 29.3% - 単身世帯: 24.5% - 65歳以上の老人1人暮らし: 10.2% - 平均構成人数 - 世帯: 2.40人 - 家族: 2.84人 収入と家計 - 収入の中央値 - 世帯: 35,046米ドル - 家族: 40,690米ドル - 性別 - 男性: 29,816米ドル - 女性: 22,307米ドル - 人口1人あたり収入: 18,109米ドル - 貧困線以下 - 対人口: 10.4% - 対家族数: 8.0% - 18歳未満: 11.6% - 65歳以上: 8.8% |

## 都市と町

### 法人化市と町
- バークレースプリングス町 - 郡庁所在地
- ポーポー町

### 未編入の町
| - ベリービル - バーントファクトリー - キャンベルズ - チェリーラン - ドーガリー - ダックウォール | - グレートカカポン - グリーンリッジ - グリーンウッド - ハンコック - ハンスロート - ホルトン | - ジェローム - ジムタウン - ジョンソンズミル - ラージェント - ラインバーグ - マグノリア | - マウントトリンブル - ニューホープ - ノースバークレー - オークランド - オンプス - オーリンズクロスローズ | - レッドロッククロッシング - ライダーズビル - リッジ - ロックギャップ - サージョンズラン - スリーピークリーク | - スミスクロスローズ - スポアーズクロスローズ - ストトラーズクロスローズ - アンガー - ウッドモント - ウッドロウ |